# Milan Svoboda (režisér)
Milan Svoboda (29. prosince 1883 Praha – 27. dubna 1948 Praha) byl český divadelní režisér, pedagog a překladatel.

## Mládí, divadelní začátky
Studoval na univerzitě v Praze filozofii a moderní filologii a získal titul PhDr. Od roku 1912 byl profesorem na gymnáziu v Roudnici nad Labem. Zde také hrál a režíroval v ochotnickém spolku Hálek. Později byl profesorem na gymnáziu v Praze v Křemencové ulici, k jeho žákům patřil mj. Ladislav Boháč, kterého přivedl na konzervatoř a k divadlu. Od roku 1919 pracoval v divadelním odboru Ministerstva školství a národní osvěty.

## Angažmá
V roce 1921 se stal prvním šéfem činohry Slovenského národního divadla. V roce 1923 se vrátil do Prahy a zde byl v letech 1925 až 1935 angažován jako stálý hostující režisér v činohře Národního divadla v Praze.
Od roku 1939 byl režisérem a uměleckým šéfem Divadla Anny Sedláčkové, které ji také pomáhal zakládat. Uvedl zde dvě hry Karla Čapka – Loupežník a Věc Makropulos, což upoutalo pozornost kolaborantského tisku (např. článek ve Vlajce dne 19. září 1941) a byl nucen v roce 1942 divadlo opustit;.
K divadlu se vrátil až po válce a v letech 1945/1946 vedl činohru v Mostě, v další sezóně byl hostujícím režisérem činohry v Teplicích. V roce 1947 se stal šéfem činohry v Kladně, kde působil až do své smrti.

## Pedagogická činnost
V letech 1924 – 1941 byl profesorem na dramatickém oddělení Státní konzervatoře hudby v Praze. Po penzionování Jaroslava Hurta se Svoboda ujal organizace výuky, přičemž vychovával posluchače v realistické divadelní tradici kvapilovského typu. K jeho žákům patřili např. Svatopluk Beneš a také Jan Pivec a Ota Ornest. Kromě dějin divadla a herectví a režie vyučoval také slovesnost, českou a všeobecnou literaturu, rozbor českých a světových dramat a dějiny výtvarných umění. Současně vyučoval jako externí lektor deklamaci a recitaci na Filozofické fakultě Univerzity Karlovy.

## Další činnost
Byl autorem několika dramatických skic na témata Aloise Jiráska (U Butteauů; V České expedici) a také se zabýval překlady, zvláště z francouzštiny a latiny. Založil a redigoval v Praze a v Roudnici nad Labem beletristickou edici Kytice, která v letech 1911–1913 a 1921–1929 vydala řadu titulů, mj. Kytici K. H. Máchy, českou prózu a poezii Boženy Němcové, K. H. Borovského, Edvarda Béma a dalších.
Část literární pozůstalosti je uložena v Památníku národního písemnictví v Praze.

## Rodina
Jeho dcerou byla herečka Eva Svobodová (1907–1992) a synem byl herec Miroslav Svoboda (1910–1988).

## Citát
| „           | Dějiny českého a světového divadla a umění režisérské přednášel profesor Milan Svoboda, který s námi také studoval všechna školní představení. Byl to bývalý profesor na střední škole, režisérskou průpravu získal na Slovensku i v pražském Národním. | “ |
| — Jan Pivec | |   |

## Divadelní režie, výběr
- 1913 N. V. Gogol: Revizor, Podřipský ochotnický a vzdělávací spolek Hálek
- 1922 William Shakespeare: Romeo a Julie, Slovenské národní divadlo
- 1925 Edmond Rostand: Cyrano de Bergerac, Stavovské divadlo
- 1926 Edouard Bourdet: V zajetí, Stavovské divadlo
- 1926 G. B. Shaw: Živnost paní Warrenové, Stavovské divadlo
- 1927 Klabund: Křídový kruh, Stavovské divadlo
- 1930 Zofia Nalkowska: Dům žen, Stavovské divadlo
- 1930 F. A. Šubert: Velkostatkář, představení absolventů Konzervatoře Praha v Karlových Varech
- 1931 Paul Osborn: Kyselé hrozny, Národní divadlo
- 1932 Jean Websterová: Táta dlouhán, Stavovské divadlo
- 1933 F. F. Šamberk: Jedenácté přikázání, Národní divadlo
- 1935 F. X. Svoboda: Poslední muž, Stavovské divadlo
- 1937 William Shakespeare: Romeo a Julie, Komorní divadlo (představení Konzervatoře Praha)
- 1940 Vítězslav Novák: Lucerna (opera), Národní divadlo (dirigent Václav Talich)
- 1940 Karel Čapek: Věc Makropulos, Divadlo Anny Sedláčkové
- 1941 Karel Čapek: Loupežník, Divadlo Anny Sedláčkové

## Uvedení divadelních her se spoluautorstvím
- 1918 Milan Svoboda: České vlastenecké divadlo (část U Butteauů), Národní divadlo, režie Karel Mušek
- 1930 Milan Svoboda: V České expedici (podle Jiráskova F. L. Věka), Divadlo na Vinohradech, režie Bohuš Stejskal
- 1931 Régis Gignoux, překlad Milan Svoboda: Profesor angličtiny, Stavovské divadlo, režie Milan Svoboda
- 1940 Edward Sheldon, překlad Milan Svoboda: Romance, Prozatímní divadlo, režie Vojta Novák